# Juan Francisco Riveros
Juan Francisco Riveros Santos (Asunción, Paraguay; 16 de mayo de 1946) es un exfutbolista de Paraguay que jugaba en la posición de delantero centro.

## Carrera

### Selección nacional
Jugó para Paraguay en cuatro ocasiones de 1966 a 1975 y anotó un gol en la Copa América 1967 en la victoria por 3-1 sobre Ecuador.

## Logros
- Primera División de Paraguay (1): 1966